# Eugen Dogariu
Eugen Dogariu (n. 21 aprilie 1977, Timișoara, România) este un senator român, ales în 2016. 